# 侠盗勇士
《侠盗勇士》是一款第一人称射击游戏，根据军事小说家、原美国海军海豹突击队队员理查德·马辛克（Richard Marcinko）的小说创作。在2009年发布。游戏中，玩家将扮演理查德（Richard）本人，带领一支海豹队员潜入朝鲜境内进行一系列的破坏行动。游戏有10种游戏模式，包括单机模式和多人连线的众多任务关卡。可支持4名玩家共同作战。

## 评价

### 正面评价
给予好评的人认为游戏游戏模式众多，任务关卡丰富，在多人连线模式支持关卡制作功能中，玩家自己设置组合总数超过200种以上等设定相对其他FPS游戏来说是非常新颖的。

### 负面评价
批评者认为，游戏中人物动画僵硬迟钝，人工智能（AI）呆板，情节荒谬可笑等。比如游戏网站IGN就给这款游戏打了1.5（满分10分）的低分，且建议玩家“把钱丢在地上也不要买这款游戏”。

## 外部連結
- 游侠网：侠盗勇士 （页面存档备份，存于）
- 新浪游戏：侠盗勇士 （页面存档备份，存于）
- 游戏中心：侠盗勇士[永久]
- ZOL游戏：十大最杯具的单机游戏排行 （页面存档备份，存于）